# ليون رادوشيفيتش
ليون رادوشيفيتش (بالكرواتية: Leon Radošević) مواليد 26 فبراير 1990 في سيساك، جمهورية كرواتيا الاشتراكية، هو لاعب كرة سلة كرواتي. بدأ مسيرته الاحترافية في سنة 2009. يلعب مع بروس باسكتس كلاعب وسط. يحمل الرقم 43. يبلغ طوله 6 قدم 10 بوصة (2.1 م).

## المسيرة الاحترافية
لعب مع نادي سيبونا لكرة السلة من سنة 2009 إلى 2011، ثم لعب مع أولمبيا ميلانو في الدوري الإيطالي من سنة 2011 إلى 2013، ثم لعب مع ألبا برلين في الدوري الألماني من سنة 2013 إلى 2015، ثم لعب مع بشكتاش لكرة السلة في الدوري التركي في سنة 2015، ثم لعب مع بروس باسكتس في الدوري الألماني في سنة 2015.

## إحصائيات المسيرة

### الدوري الأوروبي
| السنة   | الفريق                 | لعب | بدأ | دقيقة | ميداني% | ثلاثية | حرة  | ارتداد | صنع | استلاب | تصدي | نقطة | أداء |
| ------- | ---------------------- | --- | --- | ----- | ------- | ------ | ---- | ------ | --- | ------ | ---- | ---- | ---- |
| 2009–10 | نادي سيبونا لكرة السلة | 16  | 8   | 15.2  | .581    | .000   | .526 | 3.0    | .4  | .6     | .2   | 3.8  | 3.8  |
| 2010–11 | نادي سيبونا لكرة السلة | 9   | 9   | 32.7  | .505    | .000   | .815 | 6.3    | 1.3 | 1.2    | .4   | 12.9 | 15.8 |
| 2011–12 | أولمبيا ميلانو         | 14  | 2   | 9.2   | .515    | .000   | .833 | 1.3    | .3  | .2     | .3   | 3.5  | 3.2  |
| 2012–13 | ليتوفوس رايتس          | 10  | 2   | 21.3  | .535    | .000   | .710 | 3.8    | 1.1 | 1.0    | .7   | 9.8  | 10.8 |
| 2014–15 | ألبا برلين             | 22  | 21  | 20.9  | .488    | .000   | .717 | 3.6    | .8  | .6     | .4   | 9.0  | 6.8  |
| المسيرة |                        | 71  | 42  | 19.8  | .512    | .000   | .723 | 3.4    | .7  | .7     | .4   | 7.3  | 7.1  |

## روابط خارجية
- ليون رادوشيفيتش على موقع الاتحاد الدولي لكرة السلة (الإنجليزية)
- ليون رادوشيفيتش على موقع الدوري الأوروبي لكرة السلة (الإنجليزية)
- ليون رادوشيفيتش على موقع كرة السلة الأوروبية.كوم (الإنجليزية)
- ليون رادوشيفيتش على موقع ريلجم (الإنجليزية)
- ليون رادوشيفيتش على موقع بروبوليرز (الإنجليزية)
- ليون رادوشيفيتش على موقع سبورتس رفرنس (الإنجليزية)